# Libcom.org
libcom.org ist eine Online-Plattform mit einer Vielzahl von libertär-kommunistischen Essays, Blogbeiträgen und Archiven, hauptsächlich in englischer Sprache. Sie wurde 2005 von Redakteuren aus den Vereinigten Staaten und dem Vereinigten Königreich gegründet. Libcom.org verfügt auch über ein Forum und Social-Media-Funktionen, darunter die Möglichkeit, Beiträge zu kommentieren und Originalartikel hochzuladen. Im Gegensatz zu traditionellen Archiven setzen anarchistische Archivierungspraktiken auf die „Nutzung als Bewahrung“ und nutzen digitale Technologien, um politisches Nischenmaterial in Online-Repositorien wie Libcom.org unterzubringen.
Die Website wurde 2003 ursprünglich als enrager.net ins Leben gerufen, änderte aber 2005 ihren Namen in den heutigen Namen libcom.org, eine Abkürzung für libertären Kommunismus. Das Webkollektiv enrager.net war eine Abspaltung der Londoner Gruppe innerhalb des Anarchist Youth Network, einer Organisation, die 2002 von zwei Mitgliedern der Anarchist Federation gegründet wurde.